# 파시테아
파시테아(Πασιθέα, Pasithea, Pasithee)는 그리스 신화에 등장하는 아름다움과 우아를 맡는 여신, 카리테스의 1주다. 그 이름은 「만물의 여신」의 뜻. 라틴어로는 파시테.
헤라의 딸로, 남편은 히프노스.
파시테아는 호메로스의 「일리아스」나 스뮤르나의 코인토스의 「트로이 전기」 등, 트로이아 전쟁을 노래하는 서사시에 등장한다. 「일리아스」에 의하면 헤라는 히프노스에 부탁해 제우스를 재워 그 답례로 파시테아를 준다고 약속했다고 여겨진다. 「다랑어 귀 전기」에 의하면, 히프노스는 파시테아와 결혼했기 때문에, 헤라의 사위가 되었다고 여겨진다.
헤시오도스가 든 아글라에아, 에우프로시네, 탈리아의 「삼미신」에는 포함되지 않지만, 일부에는 에우프로시네, 칼레, 파시테아의 3주를 「삼미신」이라고 하는 설도 있다.

## 참고 문헌
- 쿠인트스 「다랑어 귀 전기」마츠다 오사무 역, 코단샤 학술 문고 (2000년)
- 호메로스 「일리아스(하)」마츠다이라 치아키 역, 이와나미 문고 (1994년)